# Klaus Eyrich
Klaus Eyrich (* 10. Januar 1928 in Tübingen; † 16. Juli 2013) war ein deutscher Anästhesist und Professor für Anästhesiologie.

## Leben
Klaus Eyrich wurde als Sohn des Ärzteehepaars Max Eyrich (Jugendpsychiater) und Hedwig Eyrich, geborene Schüle, geboren und besuchte das Gymnasium in Stuttgart. An der Universität Tübingen und der Albert-Ludwigs-Universität Freiburg studierte er von 1948 bis 1954 Medizin und wurde dort in seinem Abschlussjahr zum Dr. med. promoviert. Bis 1960 arbeitete Eyrich als Assistenzarzt in der Chirurgie, der Pathologie und Inneren Medizin. Während dieser Zeit fuhr er 1959 als Schiffsarzt auf der Hamburg-Südamerika-Route. 1961 erhielt er eine Anstellung als Assistenzarzt in der Anästhesieabteilung der Chirurgischen Universitätsklinik Freiburg unter der Leitung von Kurt Wiemers. 1964 folgte die Anerkennung als Facharzt für Anästhesiologie, 1969 wurde er mit der Schrift Die Klinik des Wundstarrkrampfes im Lichte neuzeitlicher Behandlungsmethoden habilitiert. Im gleichen Jahr wechselte Eyrich als Oberarzt an das Institut für Anästhesiologie an der Julius-Maximilians-Universität Würzburg. 1971 stieg er zum Leitenden Oberarzt auf, 1974 übernahm er dort eine Professur. Schließlich nahm Eyrich 1978 einen Lehrstuhl am damaligen Klinikum Steglitz in Berlin an und wurde geschäftsführender Direktor der Klinik fur Anaesthesiologie und Operative Intensivmedizin der FU Berlin. 1994 wurde er emeritiert, ging aber erst 1997 endgültig in den Ruhestand.

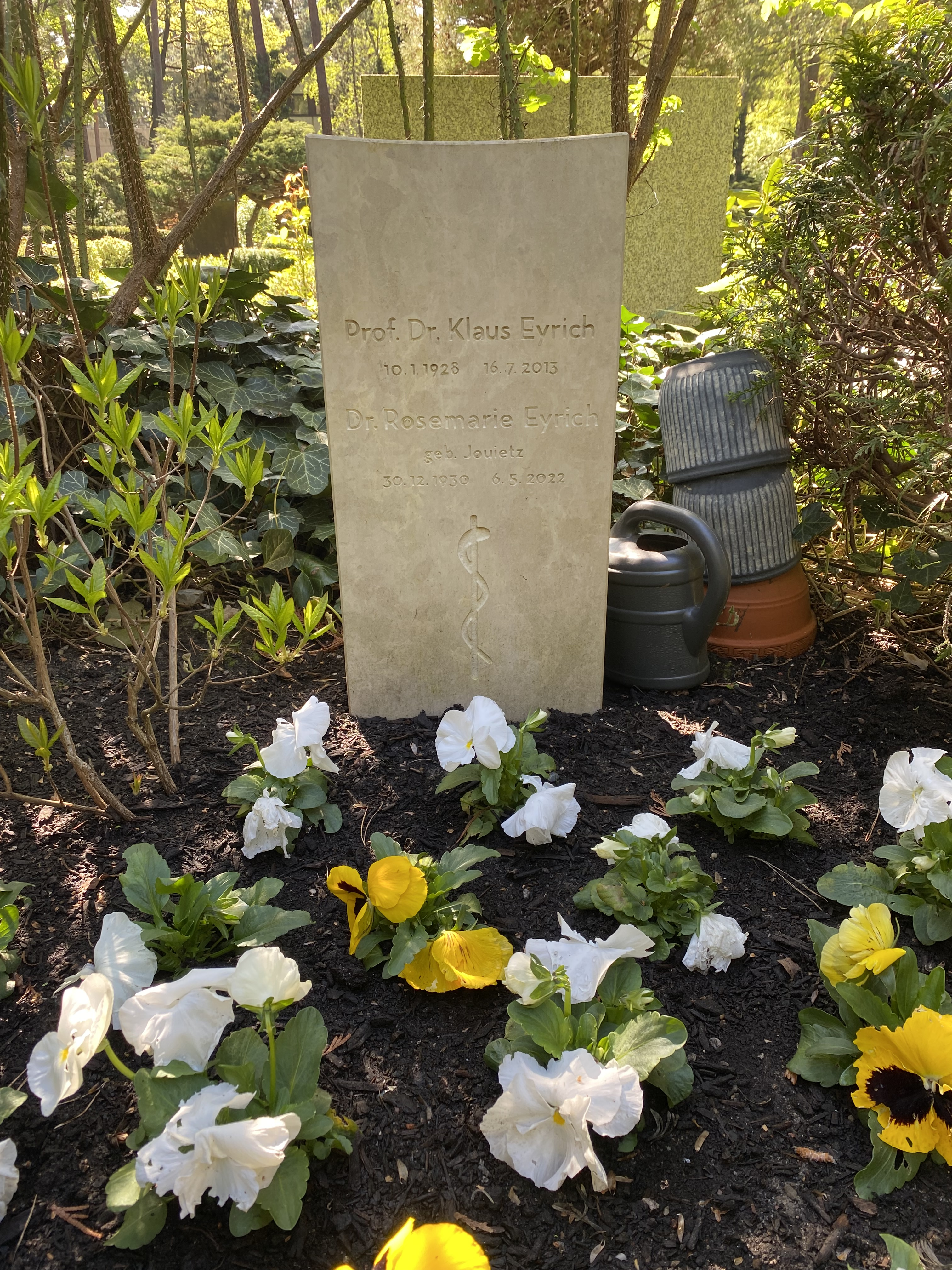
Grabstätte auf dem Waldfriedhof Dahlem

Bereits seit 1977 als Schriftführer im Vorstand der Deutschen Gesellschaft für Anästhesiologie und Intensivmedizin (DGAI), bekleidete Eyrich dort 1991 und 1992 das Amt des Präsidenten. In seiner Zeit als Landesvorsitzender des DGAI rief er regelmäßige Fortbildungsveranstaltungen ins Leben, die heute allerdings am Rudolf-Virchow-Krankenhaus stattfinden. Darüber hinaus wirkte Eyrich in der Schlichtungsstelle der Norddeutschen Ärztekammer in Hannover. Auf seine Intention hin wurde 1987 der erste Rettungshubschrauber am Klinikum Steglitz stationiert, 1993 folgte ein Intensivtransporthubschrauber.
Klaus Eyrich war evangelisch, verheiratet und hatte zwei Kinder. Er starb im Alter von 85 Jahren und wurde auf dem Berliner Waldfriedhof Dahlem (Feld 010-189) beigesetzt.

## Veröffentlichungen (Auswahl)
- 1969: Die Klinik des Wundstarrkrampfes im Lichte neuzeitlicher Behandlungsmethoden (Habilitationsschrift)
- 1973: Narkoseprobleme für thermisch Geschädigte
- 1986: Spektrum Hypnotika, Sedativa (mit Franz-Josef Kretz), Aesopus-Verlag, Zug, ISBN 978-3-905025-30-9
- 1989: Anästhesie, Intensivmedizin, Unfallmedizin (mit Franz-Josef Kretz und Jürgen Schäffer), Verlag Springer, Berlin, ISBN 978-3-540-13926-3
- 1996: Anästhesie, Intensivmedizin, Unfallmedizin, Schmerztherapie (mit Franz-Josef Kretz und Jürgen Schäffer), Verlag Springer, Berlin, ISBN 978-3-540-57677-8